# Paul Leonhardt (Kaufmann)

Paul Leonhardt

Paul Leonhardt (* 8. August 1852 in Wittenberg; † 4. Oktober 1927 ebenda) war ein deutscher Einzelhandelskaufmann, der wegen seiner Verdienste als Stadtrat von Wittenberg mit der Ehrenbürgerwürde der Stadt ausgezeichnet wurde. 

## Leben und Wirken
Paul Leonhardt hatte in der Coswiger Straße 1 eine Leinen- und Baumwollwarenhandlung, die er 1905 aufgab. Am 1. Januar 1892 trat er als Stadtverordneter in das Ratskollegium ein und wurde am 25. August 1903 von der Stadtverordnetensammlung zum 1. Januar 1904 als Magistratsmitglied gewählt. Am 11. September 1903 erfolgte die Bestätigung der königlichen Regierung in Merseburg und am 12. Januar 1904 wurde er durch den Bürgermeister Friedrich Schirmer in sein Amt eingeführt. Als Tätigkeit wurde ihm die Verwaltung der Promenadenkommission übertragen, wozu außerdem das Dezernat der Waisenpflege, die Leitung des Kaiser Wilhelm-Augusta-Hospitals als Vorstandsmitglied, die Vertretung des Vorsitzenden des Sparkassenkuratoriums, sowie die Vertretung des Vorsitzenden der Finanzkommission und vorübergehender Arbeiten, welche sich aus den Dezernaten bedingt ergaben, eingesetzt. 
Bereits als Mitglied der Promenadenkommission hatte Leonhardt unter der Leitung seines einstigen Vorgängers Fritz Eunike einen näheren Einblick in deren Arbeit gewinnen können. Später sagte er über Eunike:

„Mir ist dies eine angenehme Anregung und Veranlassung gewesen, mich in sein Denken und Fühlen zu vertiefen und die Augen aufzutun, um zu prüfen und Vergleiche anzustellen. Dadurch habe ich die beste Gelegenheit gehabt, der herrlichen Mutter Natur manches Geheimnis abzulauschen und da zu verwerten.“
Leonhardt setzte die grundlegende Arbeit Eunikes fort. Dabei erhielten die Parkanlagen des Eunikeparks, der Schlossparkflächen und des Schwanenteichs, also das einstige Gebiet um die Stadtmauer, ihr heutiges Erscheinungsbild als Stadtpark. Leonhardt ließ bei diesen Arbeiten große Mengen an Bäumen, Sträuchern und anderen Gewächsen anpflanzen, was ihn in Wittenberg zum „Vater der Blumen“ machte. Er hatte dauernd mit der Trockenlegung der alten Festungsgräben zu kämpfen; mit wenigen finanziellen Mitteln und damit mit wenigen Arbeitskräften bewältigte er dennoch die schwierigsten Probleme.
Infolge der politischen Veränderungen schieden die ehrenamtlichen Magistratsmitglieder durch ministeriellem Erlass am 29. September 1919 aus dem Magistratskollegium aus; sie konnten sich danach allerdings zur Wahl stellen. Da Leonhardt bereits 16 Jahre dieses Ehrenamt bekleidet hatte, lehnte er eine Kandidatur ab, um jüngeren Kräften Platz zu machen. Die Leitung der Promenadenverwaltung führte er jedoch als Bürgerdeputierter weiter bis zu seinem Tod am 4. Oktober 1927 in Wittenberg.

## Ehrungen
„In dankbarer Anerkennung der langjährigen, ehrenamtlichen Tätigkeit als Stadtverordneter und als Magistratsmitglied, insbesondere bei vorbildlicher Verwaltung der von ihm zur Zierde der Stadt ausgestalteten Anlagen“ verlieh ihm die Stadt Wittenberg 1919 die Ehrenbürgerwürde mit der Ehrenbürgerurkunde. Außerdem errichtete ihm die Stadt Wittenberg in den Anlagen am westlichen Ufer des Schwanenteiches eine Ehrentafel aus Sandstein, die am 21. August 1921 durch den Bürgermeister Arnold Wurm feierlich eingeweiht wurde. Durch eine Spende von Familienangehörigen konnte diese erneuert werden und wurde durch eine Platte aus Granitstein ersetzt. Der heutige Ehrenfriedhof auf dem Kasinoberg trug einst den Namen Paul-Leonhardt-Garten.